# Kaple Nanebevzetí Panny Marie (Čánka)
Kaple Nanebevzetí Panny Marie je římskokatolická kaple v Čánce, místní části Opočna. Čánka patří do farnosti Přepychy.

## Historie
Neoklasicistní kaple byla vystavěna podle letopočtu v průčelí kaple v roce 1887.

## Bohoslužby
Bohoslužby se konají třetí neděli v září v 10.30.